# Pedro Rodrigo Gómez
Pedro Rodrigo Gómez (¿? - Madrid, 1750) fue un compositor y maestro de capilla español.
No debe confundirse con Pedro Rodrigo Santos (1932-2020), maestro de capilla de la Catedral de Soria.

## Vida
Las primeras noticias que se tienen de este maestro son de su participación en las oposiciones para el magisterio de las catedrales de Salamanca y Santiago de Compostela, sin éxito en ambos casos. En las oposiciones de Salamanca se le denomina «músico de Madrid», que es lo único que se conoce de él anterior a 1718. Existen villancicos de Pedro Rodrigo en la Catedral de Palencia que se cantaron en Santiago de Compostela siendo Rodrigo maestro de capilla y en las que aparece el compositor «Pedro Rodríguez». En la Catedral de Segovia aparece en 1691 un infante con el nombre de «Pedro Rodríguez», que es posible que sea nuestro maestro de capilla, pero que no se puede confirmar sea la misma persona.
Tras el fallecimiento el 16 de mayo de 1718 de Tomás Micieces, el Menor, maestro de capilla de la Catedral de Salamanca y Catedrático de Música de la Universidad de Salamanca, ambos puestos quedaron vacantes. El prestigio de la Universidad y los dos sueldos convertían el conjunto de ambos cargos en dos de los más prestigiosos y beneficiosos de España. A las oposiciones para el cargo de maestro de capilla se presentaron nada mendos que trece candidatos, entre los que se pueden mencionar a Francisco Antonio Yanguas, maestro de Santiago; José Cáseda, maestro de Sigüenza; Mateo de Villavieja, maestro de Osma; Alonso Tomé Covaleda, maestro de Zamora; Fabián Clemente, maestro de Ciudad Rodrigo; Fermín de Arizmendi, maestro de Ávila; Blas de Cáseda, maestro de Santo Domingo de la Calzada; Simón de Araya, maestro de León; Diego de las Muelas, maestro de Astorga; Pedro Rodrigo «músico de Madrid»; Lorenzo Romero, músico de Madrid; Pedro Felipe de Arteaga y Valdés, músico de Madrid, y Bartolomé Remacha, músico de Madrid. Ganaría Yanguas, maestro de Santiago de Compostela, que fue nombrado para el magisterio el 14 de octubre de 1718 y catedrático de la Universidad el 2 de noviembre del mismo año.
Naturalmente esto dejaba vacante el magisterio de la Catedral de Santiago de Compostela, por lo que Rodrigo se presentó a las oposiciones correspondientes. La vacante fue ocupada el 26 de enero de 1719 por Diego de las Muelas, tras ganar las oposiciones, pero solo permaneció cuatro años, antes de partir al Real Monasterio de la Encarnación de Madrid.
Las siguientes noticias que se tienen de Rodrigo son de 1722, cuando fue nombrado maestro de capilla de la Catedral de Oviedo, vacante tras el fallecimiento del maestro Vicente Pantoja Galán. Inicialmente las responsabilidades en el coro ovetense fueron repartidas temporalmente entre los músicos de la capilla. A pesar de la intención inicial de no realizar oposiciones, finalmente se realizaron el 15 de septiembre de 1722.

[... participaron en la] oposición a dicho magisterio, D. Juan González de Sta. Marta, maestro de capilla de la iglesia colegiata de Medina del Campo, D. Andrés Cuevas Quirós, organista de la iglesia de Mondoñedo, D. Enrique Manuel de Villaverde, seise de la santa iglesia de Toledo, D. Pedro Rodrigo y D. Manuel Agullón, acólito de esta santa iglesia; y cada uno de ellos presentó petición y los títulos de órdenes, y otros, para que S.S.a se sirva señalar día en que se dé principio a dicha oposición y el modo de examinar a los opositores, nombrando los Sres. comisionados, que fuese servido.
Actas capitulares de la Catedral de Oviedo, 11 de septiembre de 1722

El ganador de las oposiciones fue Pedro Rodrigo, aunque Villaverde obtuvo la mayoría de los votos en la primera vuelta; en la segunda vuelta empató en primera posición y en la tercera votación quedó segundo, por un voto de diferencia. Permaneció en el cargo solo un año, dejando el cargo en noviembre de 1723.
A comienzos de abril de 1723 había partido a Santiago de Compostela para tomar posesión del magisterio, ya que Diego de las Muelas había dejado el cargo para ira al Real Monasterio de la Encarnación de Madrid. Ocupó el cargo por más de 40 años, hasta que el 19 de junio de 1744 comunicaba al cabildo su partida.
A partir de ese año hasta su fallecimiento en 1750 permanecería en el magisterio del Real Monasterio de la Encarnación, sucediendo de nuevo a Diego de Muelas en el cargo. Durante su estancia en la Encarnación, Rodrigo censuró y aprobó la Institución harmónica o doctrina musical teórica y práctica(Madrid, 1748) del maestro de capilla de la Catedral de Mondoñedo, Antonio Ventura Roel del Río.

## Obra
Se conservan numerosas obras del maestro Rodrigo en diversas catedrales españolas. La mayoría se encuentran en la Catedral de Santiago de Compostela, pero también se encuentran numerosas obras en el Real Monasterio de Guadalupe, cuyo maestro, fray Domingo de Santiago, tuvo un rego intercambio de cartas con Rodrigo.
En su totalidad se trata de música religiosa, entre las que se cuentan siete misas, dos oficios, seis motetes, seis salmos, dos magníficat, un Salve María y numerosos villancicos.